# 구조화학
구조화학(영어: structural chemistry)은 화학의 일부로서 기체, 액체 또는 고체 상태의 분자와 분자로 세분화할 수 없는 확장된 구조로 고체의 공간적 구조를 다룬다.

## 같이 보기
- 화학 구조